# Pianeta Terra - Cronaca di un'invasione
Pianeta Terra - Cronaca di un'invasione (Earth: Final Conflict) è una serie televisiva fantascientifica canadese, trasmessa dal 1997 al 2002 e ideata da Gene Roddenberry, ma prodotta postuma.
Il titolo originale dell'opera doveva essere Battleground: Earth ma, essendo troppo simile al romanzo di Ron Hubbard Battlefield: Earth, venne cambiato dai produttori.
Majel Barrett, la moglie di Roddenberry, fu il produttore esecutivo e apparve anche in alcuni episodi delle prime stagioni impersonando il personaggio della Dottoressa Julianne Belman.

## Trama
La serie narra di un ipotetico presente nel quale una razza aliena, i Taelon, è giunta sulla Terra, apparentemente con scopi pacifici. Questi extraterrestri, che si fanno chiamare "Compagni", grazie alla loro superiore tecnologia hanno offerto all'umanità la tecnologia per curare malattie, per produrre più cibo e per eliminare l'inquinamento. I Compagni dicono di essere giunti sulla Terra per una missione di pace, ma sin dal primo episodio si comprende che le loro vere motivazioni sono altre e non del tutto chiare. In questo scenario, a diversi anni dal "primo contatto" con i Taelon, si inserisce un poliziotto, William Boone, il quale viene arruolato dai Compagni come guardia del corpo e investigatore al servizio di Da'an, uno dei Taelon stanziati sulla Terra.
Per migliorare le sue capacità investigative, i Compagni innestano nel cervello di Boone un impianto cyber-virale che incrementa le capacità di ragionamento e di memoria fotografica, mentre sul braccio gli applicano un essere simbionte chiamato Skrill che, in simbiosi con l'ospite, può diventare una potente arma da fuoco. Il poliziotto però è contattato dalla resistenza, un movimento di opposizione ai Taelon che, a differenza del resto della popolazione terrestre, non si fida ciecamente della razza aliena.

## Episodi
| Stagione         | Episodi | Prima TV originale | Prima TV Italia |
| ---------------- | ------- | ------------------ | --------------- |
| Prima stagione   | 22      | 1997-1998          | 2000-2001       |
| Seconda stagione | 22      | 1998-1999          | Inedita         |
| Terza stagione   | 22      | 1999-2000          | 2008            |
| Quarta stagione  | 22      | 2000-2001          | 2008            |
| Quinta stagione  | 22      | 2001-2002          | 2008            |

La prima stagione è andata in onda su RaiUno la mattina alle 6,40 tra febbraio e aprile 2000, tranne l'ultimo episodio andato in onda alle 3,30 del mattino del 27 dicembre 2001; la seconda è ancora inedita in Italia mentre la terza, la quarta e la quinta sono state trasmesse da Jimmy.